# Александър III (папа)
Вижте пояснителната страница за други личности с името Александър III.
Александър III е римски папа от 1159 до 1181 г.

## Църковна дейност
Папа Александър III, с рождено име Роландо Бандинели, е роден в Сиена през 1100 / 1105 г. През 14 век той е избран за член на аристократичното семейство Бандинелли. През 1150 г. папа Евгений III го прави кардинал. На 7 септември 1159 г. Роландо е избран за наследник на Адриан IV. На 12 март 1178 г., Александър III се връща в Рим, след като е бил принуден да го напусне два пъти: първият път през 1162 г., когато той е бил изпратен в изгнание от Одо Франгипани след неговия арест до 23 ноември 1165 г., и отново през 1167 г.

## Политика
Папа Александър III е първият папа, който праща мисионери в северните земи край Балтийско море. През 1181 г. той отлъчва от римокатолическата църква Уилям I Шотландски.